# 駒形
駒形（こまがた）は、東京都台東区の町名。現行行政地名は駒形一丁目および駒形二丁目。住居表示実施済区域。

## 地理
東京都台東区の東部に位置し、墨田区（東駒形）との区境に当たる。区分は一丁目から二丁目に至り、通り沿いを中心に商店とオフィスビルが多く見られるほか、住宅地もある地域となっている。付近には隅田川とそれに架かる駒形橋と厩橋がある。

## 歴史

### 地名の由来

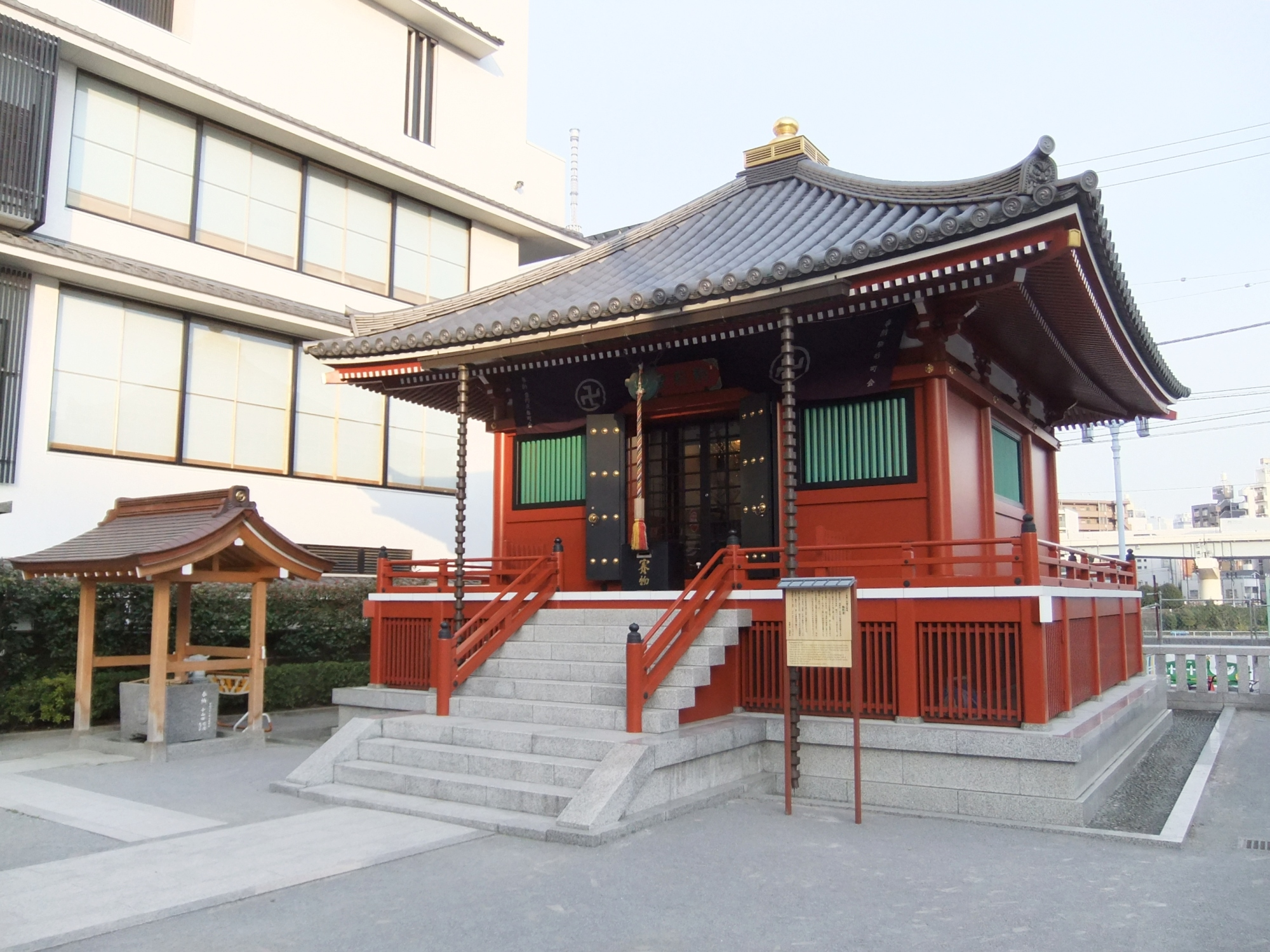
駒形堂

駒形（こまかた）の名は、浅草寺に属する駒形堂に由来する。この堂は天慶5年（942年）平公雅によって建立され、円仁作の馬頭観音を祀るために建てられたのが起こりであると伝わるが、古くは浅草寺の総門があった場所であるともいわれる（ただし駒形堂は関東大震災の後に場所を現在地に移動している）。
なお土地の人々によれば、駒形の読み方はコマカタと清く発音してコマガタとは濁らないという。ここは古来交通の要地で、駒形の渡しのあった所である。江戸の巷説に有名な、「君はいま　駒形あたり　ほととぎす」の句は、文芸・美術などの上で駒形堂とともに、この辺りの雰囲気を伝えている。

### 町域の変遷
駒形堂は関東大震災以前は現在の駒形橋のたもと南側にあり、江戸時代その周辺を駒形町と称したが、この駒形町の町域は現駒形二丁目六～七番地と駒形一丁目七番地の一部、すなわち現駒形のおよそ4分の1に当たる範囲だった。明治以降、駒形町近隣の諏訪町や黒船町などを合併、またその中で近隣の寿町に一旦は編入された地域も組み込むなどして町域を広げ、昭和9年（1934年）に駒形一～二丁目となった。昭和39年（1964年）住居表示の実施により、町内で丁目の振り分けについて再編成が行われ、現在に至っている。

### その他

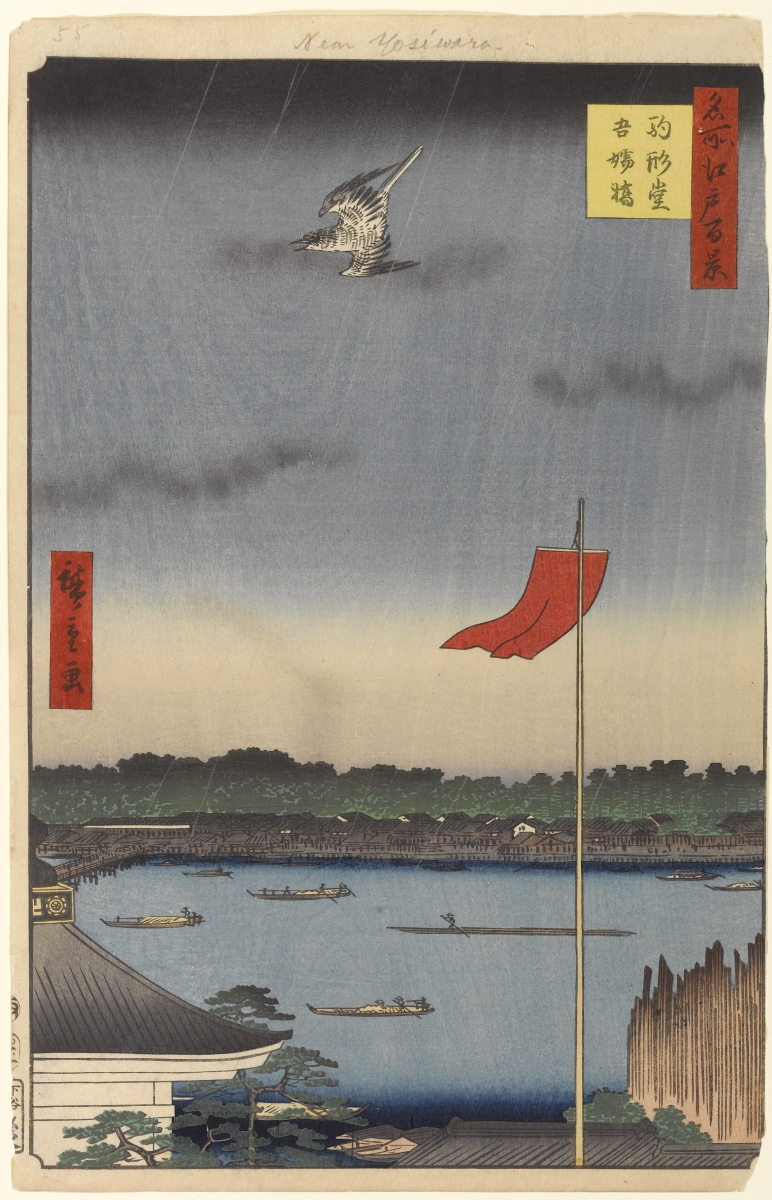
「駒形堂吾嬬橋」　名所江戸百景より。歌川広重画。

将軍徳川綱吉が寛永寺参拝の折、浅草黒船町（現駒形一丁目）の豪商石川六兵衛の妻おかちの贅沢な生活ぶりを目にし、分不相応な驕奢の振舞いであると咎め家財を没収したという話がある。これを『伊達くらべ』などの題で多岐川恭、北原亞以子、杉本苑子などが小説にしている。
江戸時代、現在の駒形一丁目の江戸通り西側に、清水稲荷屋敷と呼ばれる屋敷があった。稲荷屋敷というのは敷地内に稲荷社を祀っていたことによる。この屋敷の住人田中松春（松泉とも）の先祖田中四郎兵衛は、元は上野山西の清水町に天海より屋敷を拝領して住んでいたが、元禄2年（1689年）にそこを召し上げられたので谷中に屋敷を拝領したがこれも召し上げとなり、宝永7年（1710年）に田中松春が当所を拝領し、清水町の頃から屋敷内でまつっていた稲荷社とともに引き移った。この稲荷社は清水稲荷と呼ばれて『江戸名所図会』にも取り上げられているが、現在は蔵前にある第六天榊神社の境内にまつられている。
旧諏訪町の地域には諏訪神社がある。この神社の来歴は火災による文書の焼失などで不明であるが、明治以前は浅草寺領だったという。

## 世帯数と人口
2025年（令和7年）3月1日現在（台東区発表）の世帯数と人口は以下の通りである。
| 丁目       | 世帯数    | 人口    |
| ---------- | --------- | ------- |
| 駒形一丁目 | 1,207世帯 | 1,761人 |
| 駒形二丁目 | 559世帯   | 840人   |
| 計         | 1,766世帯 | 2,601人 |

### 人口の変遷
国勢調査による人口の推移。
| 年                 | 人口  |
| ------------------ | ----- |
| 1995年（平成7年）  | 1,549 |
| 2000年（平成12年） | 1,652 |
| 2005年（平成17年） | 2,201 |
| 2010年（平成22年） | 2,336 |
| 2015年（平成27年） | 2,316 |
| 2020年（令和2年）  | 2,424 |

### 世帯数の変遷
国勢調査による世帯数の推移。
| 年                 | 世帯数 |
| ------------------ | ------ |
| 1995年（平成7年）  | 700    |
| 2000年（平成12年） | 835    |
| 2005年（平成17年） | 1,315  |
| 2010年（平成22年） | 1,450  |
| 2015年（平成27年） | 1,480  |
| 2020年（令和2年）  | 1,546  |

## 学区
区立小・中学校に通う場合、学区は以下の通りとなる（2023年9月現在）。
- 区域 : 一丁目〜二丁目 全域
  - 小学校 : 台東区立田原小学校
  - 中学校 : 台東区立浅草中学校

## 事業所
2021年（令和3年）現在の経済センサス調査による事業所数と従業員数は以下の通りである。
| 丁目       | 事業所数  | 従業員数 |
| ---------- | --------- | -------- |
| 駒形一丁目 | 167事業所 | 3,378人  |
| 駒形二丁目 | 134事業所 | 1,884人  |
| 計         | 301事業所 | 5,262人  |

### 事業者数の変遷
経済センサスによる事業所数の推移。
| 年                 | 事業者数 |
| ------------------ | -------- |
| 2016年（平成28年） | 268      |
| 2021年（令和3年）  | 301      |

### 従業員数の変遷
経済センサスによる従業員数の推移。
| 年                 | 従業員数 |
| ------------------ | -------- |
| 2016年（平成28年） | 4,949    |
| 2021年（令和3年）  | 5,262    |

### 主な企業
- アンデス食品株式会社 本社

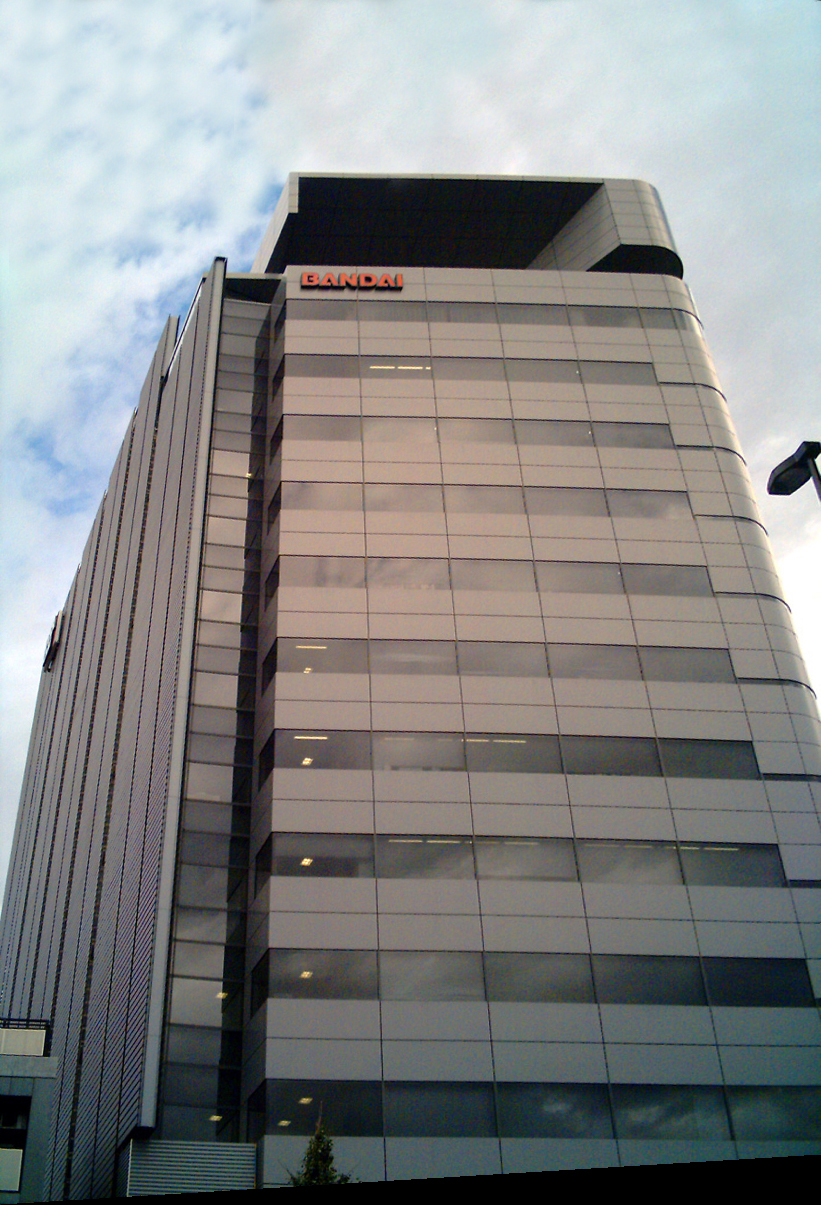
バンダイ本社

- エース 東京本社 - 鞄の博物館「世界のカバン館」を併設。
- エポック社 本社
- 社団法人日本玩具協会 - 東駒形に位置する。
- ハピネット 本社
- バンダイ 本社

## 施設
機関
- 浅草消防署 - 同町が所在地で、周辺の管轄に当たる。

観光
- 世界のカバン館

飲食店
- 駒形どぜう
- 駒形前川（鰻料理店）

寺院・神社
- 諏訪神社

## 交通

### 鉄道
東京地下鉄（東京メトロ）
- 銀座線 浅草駅 - 出入口が設けられている（所在地：浅草）。

 東京都交通局（都営地下鉄）
- 浅草線 浅草駅
- 大江戸線 蔵前駅 - 出入口が設けられている（所在地：寿）。

### バス
- ■台東区循環バスめぐりん「東西めぐりん」

### 道路
- 国道6号（江戸通り）
- 東京都道453号本郷亀戸線（春日通り）

## その他

### 日本郵便
- 郵便番号 : 111-0043[3]（集配局 : 浅草郵便局[15]）。